# The Kingsroad
"The Kingsroad" là tập thứ hai của loạt phim truyền hình giả tưởng thời Trung cổ Game of Thrones, được phát sóng đầu tiên vào ngày 24 tháng 4 năm 2011, được biên soạn bởi hai biên kịch David Benioff và D. B. Weiss, và đạo diễn bởi Tim Van Patten.
Gần như tất cả các hành động của tập phim xảy ra trong suốt chuyến du hành: Eddard Stark và hai đứa con gái đi theo đoàn tùy tùng của nhà vua đến Vương Đô để nhận chức danh Cánh tay phải của vua, Tyrion Lannister gặp Jon trong chuyến du hành tới Wall, và Daenerys cùng chồng đến thành phố Vaes Dothrak. Trong khi đó, ở Winterfell, Catelyn Stark đau buồn khi con trai bà là Bran bất tỉnh.

## Tóm tắt

### Tại biển Dothraki
Trên đường đến Vaes Dothrak cùng với khalasar của Drogo, Jorah Mormont tiết lộ cho Viserys rằng anh ta bị đày vì đã bán những kẻ săn trộm. Viserys đảm bảo với Jorah rằng ông sẽ không bị trừng phạt nếu Viserys là vua.
Daenerys gặp khó khăn trong cuộc hôn nhân mới của mình và lối sống du mục. Sự thích thú duy nhất của cô là ba quả trứng rồng hóa đá được Illyrio trao cho cô. Cô rõ ràng bị quẫn trí và đau đớn trong mối quan hệ mật thiết với Khal. Để cảm thấy kiểm soát cuộc sống hôn nhân của mình, cô yêu cầu một trong những người hầu gái của mình, cựu giám mục Doreah, dạy cô cách làm hài lòng người chồng mới của mình.

### Tại phương Bắc
Bran đã bị hôn mê hơn một tháng kể từ khi bị Jaime Lannister ném khỏi tháp. Sau khi tát cháu trai là hoàng tử Joffrey vì không chịu chia buồn với nhà Starks, Tyrion Lannister thông báo cho hai anh chị của mình rằng bất chấp cú ngã của Bran, cậu bé vẫn sẽ sống sót, làm cho cặp song sinh loạn luân nhà Lannister lo lắng.
Đã đến lúc tạm biệt, gia đình Stark phải chia tay nhau. Hai con gái của Ned theo cha đến thủ đô. Jon Snow tìm đến ông chú Benjen để gia nhập Hội Tuần đêm tại Bức Tường. Tyrion đi theo Jon vì muốn nhìn thấy "nơi tận cùng của thế giới". Trước khi rời đi, Jon cho em gái mình là Arya một thanh kiếm như một món quà lưu niệm. Phu nhân Catelyn Stark bị suy sụp bởi sự ra đi sắp tới của chồng cô và đã đứng canh bên cạnh con trai bà Bran sau cú ngã.
Trước khi rời đi, Jon hỏi Ned về mẹ của mình, và Ned hứa sẽ kể cho Jon nghe về cô ấy trong lần gặp mặt tiếp theo. Trong khi dừng lại cho một bữa ăn, Robert nói với Ned rằng anh đã nhận được tin về đám cưới của Daenerys Targaryen với Khal Drogo và lo ngại về khả năng Visery vượt qua biển hẹp với một đội quân Dothraki để lật đổ ông ta với sự giúp đỡ từ những người ở Bảy Vương quốc ủng hộ yêu sách của Targaryens lên ngai vàng và nghĩ về Robert như một kẻ cướp bóc.

### Tại Bức tường
Jon và Tyrion lần đầu tiên nhìn thấy Bức Tường khi họ đến với chú Benjen. Trên đường đến Bức tường, Tyrion và Jon thảo luận về Hội Tuần đêm. Tyrion nhanh chóng làm cho Jon thức tỉnh về những ý nghĩ lãng mạn của anh ta về Hội Tuần đêm về việc Hội phải chiến đấu với những nỗi kinh hoàng thần thoại ở bên kia ngoài Bức tường (như trong lịch sử), và chỉ ra rằng bây giờ nó là một bãi rác cho những người không mong muốn của Westeros: tội phạm, tù nhân, và tên khốn.

### Tại quán trọ gần Giao lộ
Trên đường đến Vương Đô, đoàn tùy tùng của nhà vua đã dừng lại nghỉ ngơi tại một quán trọ. Trong khi Thế tử Joffrey và Sansa Stark đang hẹn hò dọc theo dòng sông, họ gặp Arya đang cãi nhau với người bạn của mình, một cậu bé tên là Mycah. Trêu chọc cậu bé, Joffrey rút thanh kiếm của mình và yêu cầu một cuộc đấu tay đôi, dưới hình thức trừng phạt anh ta vì vô tình đánh Arya, một thành viên của giới quý tộc. Mycah và Arya tuyệt vọng giải thích rằng cô ấy yêu cầu anh ta phải chiến đấu với cô ấy để cô ấy có thể thực hành. Khi Joffrey cứu vãn nỗi đau và nỗi sợ hãi của cậu bé bán thịt, Arya đánh Joffrey trong khi bạn mình bỏ chạy. Tức giận, Joffrey quay sang Arya và chuẩn bị tấn công cô bằng thanh kiếm của mình khi sói tuyết Nymeria cắn cổ tay anh. Arya nắm lấy thanh kiếm của Joffrey và ném nó xuống sông trước khi chạy vào khu rừng, nơi cô thả Nymeria và trốn cho đến khi trời tối.
Sau đó, Joffrey nói dối với đoàn tùy tùng của tòa án và cáo buộc Arya và con sói tuyết của cô ta dã vây lấy anh ta. Vì đã đính hôn với Joffrey nên Sansa tuyên bố cô không nhớ gì cả. Chán ghét việc cãi nhau nhỏ bé, Vua Robert yêu cầu Vương hậu Cersei cho người xử lý con sói. Vì Nymeria đã chạy trốn, con sói Quý cô của Sansa sẽ bị giết. Không thể thuyết phục nhà vua bằng cách khác, Eddard tự chịu trách nhiệm về việc giết chết con vật cưng của Sansa. Khi anh đi đến phía sau nhà trọ, anh gặp vệ sĩ của Joffrey, Sandor Clegane (Chó săn) đang cõng xác chết của cậu bé bán thịt cho Vương tử.

## Sản xuất

### Kịch bản

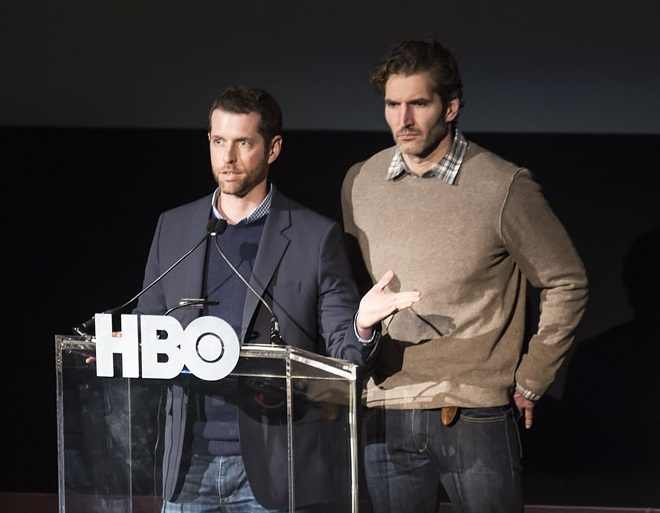
Tập phim được viết bởi những người đồng sáng tạo hàng loạt David Benioff và D. B. Weiss.

Tập thứ hai được viết bởi những người sáng tạo chương trình và nhà sản xuất điều hành David Benioff và DB Weiss, dựa trên cuốn sách gốc của George RR Martin. "The Kingsroad" bao gồm các chương 10-11, 13-18 và 24. (Tyrion I, Jon II, Eddard II, Tyrion II, Catelyn III, Sansa I, Eddard III, Bran III, Daenerys III.)

### Casting
Tập này đánh dấu sự xuất hiện đầu tiên của ngôi sao khách mời thường xuyên Roxanne McKee, được biết đến với vai diễn Louise Summers trong vở opera 4 của hãng phim Anh Quốc Hollyoaks. McKee được chọn trong số rất nhiều ứng cử viên để đóng vai Doreah, một nô lệ phục vụ như là người hầu gái của Daenerys Targaryen..
Cũng được giới thiệu trong tập này là nhạc sĩ người Anh Wilko Johnson là người thi hành Ilyn Payne.

### Phim trường
Việc quay phim chính cho tập phim được thực hiện tại phòng thu của The Paint Hall. Những cảnh tại quán trọ gần Giao lộ được quay tại địa điểm tại Redhall Estate, ở Ballycarry, trong những ngày đầu tháng 9 năm 2010.

### Sói tuyết
The Kingsroad có một số lượng đáng kể các cảnh có sói tuyết. Để quay giống loài đã tuyệt chủng này, nhóm sản xuất xem xét việc sử dụng những con sói thực sự, nhưng luật an toàn của Vương quốc Anh cấm điều này. Thay vào đó, họ đã chọn sử dụng Chó Inuit miền Bắc do sự giống nhau của chúng với những con sói..
Con chó trong vai Quý Cô là Zanni, đã được nhận nuôi được bao bọc bởi gia đình của Sophie Turner, nữ diễn viên đóng vai chủ nhân của Quý Cô, Sansa Stark.